# Hyaloscypha intacta
Hyaloscypha intacta är en svampart som beskrevs av Svrcek 1986. Hyaloscypha intacta ingår i släktet Hyaloscypha och familjen Hyaloscyphaceae.  Arten är reproducerande i Sverige. Inga underarter finns listade i Catalogue of Life.